# Гослинг, Джейк
Джейк Гослинг (англ. Jake Gosling; 11 августа 1993, Оксфорд, Англия, Великобритания) — гибралтарский футболист, полузащитник клуба «Бристоль Манор Фарм». Выступал за сборную Гибралтара.

## Биография

### Клубная карьера
Свой первый профессиональный контракт подписал летом 2011 года с клубом «Эксетер Сити», однако дебютировал на взрослом уровне в клубе шестого дивизиона «Дорчестер Таун», где находился на правах аренды и сыграл за команду 12 матчей. В составе «Эксетер Сити» дебютировал 12 января 2013 года в матче Лиги 2 против «Саутенд Юнайтед», в котором вышел на замену на 88-й минуте. Всего провёл за «Эксетер» 15 матчей и забил 1 гол. В концовке сезона 2013/14 вновь был отдан в аренду в клуб шестого дивизиона «Глостер Сити».
Летом 2014 года Гослинг подписал контракт с клубом Национальной конференции «Бристоль Роверс». По итогам сезона 2014/15 занял с клубом второе место в лиге, но добился повышения в Лигу 2, став победителем раунда плей-офф. В сезоне 2015/16 «Бристоль Роверс» занял 3 место в лиге и вновь добился повышения на этот раз в Лигу 1. Большую часть сезона 2016/17 Гослинг провёл в аренде в клубах четвёртого и пятого дивизионов «Кембридж Юнайтед» и «Форест Грин Роверс», так и не сыграв ни одного матча в Лиге 1. По итогам сезона покинул «Бристоль Роверс». Сезон 2017/18 провёл в клубе пятого дивизиона «Торки Юнайтед».

### Карьера в сборной
Дебютировал за сборную Гибралтара 26 мая 2014 года в товарищеском матче со сборной Эстонии, в котором провёл на поле все 90 минут и сравнял счёт на 71-й минуте. Встреча завершилась со счётом 1:1.
С 2014 по 2015 год Гослинг активно вызывался в сборную и сыграл за неё 11 матчей, в которых забил 2 гола, на некоторое время став лучшим бомбардиром сборной. Свой второй гол в составе сборной забил 7 сентября 2015 года в матче отборочного турнира чемпионата Европы 2016 против сборной Польши (1:8).
После значительного перерыва вернулся в сборную в марте 2018 года и принял участие в товарищеском матче со сборной Латвии, который завершился победой Гибралтара 1:0.